# Бетховен 4
"Бетховен 4" (англ. Beethoven’s 4th) — американский комедийный фильм 2001 года, снятый исключительно на ТВ и DVD, как и прошлая часть. Это третье продолжение фильма 1992 года "Бетховен" и четвёртая часть серии фильмов о Бетховене. Он был выпущен 4 декабря 2001 года. Это последний фильм, в котором играет старый состав: Джадж Рейнхольд в роли Ричарда Ньютона, Джулия Суини в роли Бет Ньютон, Джо Пихлер в роли Бреннана Ньютона и Михаэла Галло в роли Сары Ньютон. Фильм получил в основном негативные отзывы, как и "Бетховен-3".

## Сюжет
В четвёртой части приключений Бетховен таинственным образом станет прекрасно воспитанным джентльменом и докажет, что старого пса ещё преспокойно можно научить новым фокусам. Шумная семейка Ньютонов уже давно привыкла к выходкам весельчака Бетховена, но внезапного превращения оного в изысканную и отменно дрессированную собаку они никак не ожидали. Все началось с того, что во время обычной прогулки в парке старина Бетховен встретился с сенбернаром по кличке Микеланджело, похожим на него, как две капли воды. В отличие от нашего озорника-приятеля, Микеланджело оказался образцовым псом с прекрасными манерами. И вот случается так, что два красавца-пса решают поменяться местами. Уморительный увалень Ньютонов вдруг преобразится в дисциплинированного, показательного пса. Ну а Бетховен, в свою очередь, задаст жару своим новым хозяевам — эстетствующей семье Седжвиков! Семья Седжвиков начинает играть в мяч и плавать с Бетховеном. Но пока Седжуики и Бетховен отправляются в поход, Найджел (который оказывается приятелем Симмонса) похищает Бетховена и запирает его на складе за выкуп в размере 250 000 долларов. Но Бетховен вырывается и тайно меняется местами с Микеланджело на выпускном послушании. Седжуики находят настоящего Микеланджело, а Симмонса и Найджела арестовывают два агента ФБР. Настоящего Бетховена находят Ньютоны, и он получает высшее образование. Затем Седжуики и Ньютоны встречаются на развилке дороги, однако так и не узнают о смене Бетховена и Микеланджело.

## В ролях
- Джадж Рейнхольд — Ричард Ньютон
- Джулия Суини — Бет Ньютон
- Джо Пихлер — Бреннан Ньютон
- Михаэла Галло — Сара Ньютон
- Кейли Криш — Мэдисон Седжвик
- Мэтт Маккой — Реджинальд Седжвик
- Винн Кокс — Марта Седжвик
- Джефф Купвуд — Билл
- Дориен Уилсон — Марлоу
- Марк Линдси Чепмен — Джонатан «Джонни» Симмонс
- Ник Мини — Найджел Бигалоу
- Натали Элизабет Марстон — Хейли
- Арт Лафлер — сержант Ратледж
- Джун Лу — миссис Флоренс Ратледж
- Патрик Бристоу — Гильермо

## Критика
Фильм получил в основном негативные отзывы от критиков и зрителей. На Rotten Tomatoes фильм имеет оценку 0 % на основе отзывов 8 критиков.